# Gorna Kovacița, Montana
Gorna Kovacița (în bulgară Горна Ковачица) este un sat în comuna Ciprovți, regiunea Montana,  Bulgaria. 

## Demografie
Componența etnică a satului Gorna Kovacița
     Bulgari (99,18%)
     Nicio identificare (0,81%)
     Altele (0%)
La recensământul din 2011, populația satului Gorna Kovacița era de 122 locuitori. Din punct de vedere etnic, majoritatea locuitorilor (99,18%) erau bulgari. Pentru 0,81% din locuitori nu este cunoscută apartenența etnică.